# Warmfield cum Heath
 (mars 2023).
Warmfield cum Heath est une paroisse civile du Yorkshire de l'Ouest, en Angleterre.